# The Party Album
The Party Album (estilizado como The Party Album!) es el segundo álbum de estudio del grupo neerlandés Vengaboys. Lanzado el 4 de junio de 1999 bajo los sellos discográficos Breakin', Jive y Strictly Rhythm. La versión estándar tiene la misma lista de canciones que Greatest Hits! Part 1.

## Sencillos
De The Party Album se publicaron internacionalmente cuatro sencillos: "Up & Down" "We Like to Party (The Vengabus)", "¡Boom, Boom, Boom, Boom!!!" y "We're Going to Ibiza". El álbum incluye dos sencillos publicados anteriormente en Benelux "Parada de Tettas" y "To Brazil!". Entertainment Daily lista "We're Going to Ibiza" como su sexto y último sencillo de este álbum.

## Listado de canciones
| The Party Album! – Australia & New Zealand version |                                                      |          |  |
| N.º                                                | Título                                               | Duración |  |
| 1.                                                 | «We Like to Party»                                   | 3:41     |  |
| 2.                                                 | «Boom, Boom, Boom, Boom!!»                           | 3:22     |  |
| 3.                                                 | «Ho Ho Vengaboys»                                    | 3:40     |  |
| 4.                                                 | «Up and Down»                                        | 4:03     |  |
| 5.                                                 | «We're Going to Ibiza»                               | 3:09     |  |
| 6.                                                 | «Parada de Tettas»                                   | 4:04     |  |
| 7.                                                 | «To Brazil!»                                         | 3:06     |  |
| 8.                                                 | «Movin' Around»                                      | 3:48     |  |
| 9.                                                 | «You & Me»                                           | 5:24     |  |
| 10.                                                | «The Vengabeat»                                      | 4:09     |  |
| 11.                                                | «Paradise...»                                        | 7:06     |  |
| 12.                                                | «Superfly Slick Dick»                                | 5:20     |  |
| 13.                                                | «All Night Passion»                                  | 3:42     |  |
| 14.                                                | «24 Hours»                                           | 6:39     |  |
| 15.                                                | «Vengababes from Outer Space» (Australian exclusive) | 3:25     |  |
| 16.                                                | «Nick Skitz Vengaboy Megamix» (Australian exclusive) | 7:09     |  |
| 17.                                                | «We Like to Party» (Jason Nevins clubmix)            | 6:15     |  |
| 52:25                                              |                                                      |          |  |

| The Party Album! – International version |                            |          |  |
| N.º                                      | Título                     | Duración |  |
| 1.                                       | «We Like to Party»         | 3:42     |  |
| 2.                                       | «Boom, Boom, Boom, Boom!!» | 3:22     |  |
| 3.                                       | «Ho Ho Vengaboys!»         | 3:41     |  |
| 4.                                       | «Up and Down»              | 4:03     |  |
| 5.                                       | «We're Going to Ibiza»     | 3:09     |  |
| 6.                                       | «Parada de Tettas»         | 4:04     |  |
| 7.                                       | «To Brazil!»               | 3:07     |  |
| 8.                                       | «Movin' Around»            | 3:48     |  |
| 9.                                       | «Overwhelm Yourself»       | 4:27     |  |
| 10.                                      | «You and Me»               | 5:24     |  |
| 11.                                      | «The Vengabeat»            | 4:09     |  |
| 12.                                      | «Paradise…»                | 7:07     |  |
| 13.                                      | «Superfly Slick Dick»      | 5:21     |  |
| 14.                                      | «All Night Passion»        | 3:42     |  |
| 15.                                      | «24 Hours»                 | 6:40     |  |
| 16.                                      | «To the Rhythm»            | 6:14     |  |
| 71:53                                    |                            |          |  |

## Posicionamiento en listas

### Weekly charts
| Chart (1999-2000)                   | Peak position |
| ----------------------------------- | ------------- |
| Australia (ARIA)                    | 4             |
| Austria (Ö3 Austria)                | 26            |
| Dinamarca (Hitlisten)               | 5             |
| Finlandia (Suomen Virallinen Lista) | 9             |
| Francia (SNEP)                      | 22            |
| Alemania (Media Control Charts)     | 18            |
| Nueva Zelanda (Recorded Music NZ)   | 5             |
| Noruega (VG-lista)                  | 6             |
| Portugal (Portuguese Albums Chart)  | 1             |
| Suecia (Sverigetopplistan)          | 7             |
| España (Spanish Albums Chart)       | 11            |
| Suiza (Schweizer Hitparade)         | 26            |
| Reino Unido (UK Albums Chart)       | 6             |
| Estados Unidos (Billboard 200)      | 86            |

### Year-end charts
| Chart (1999)                  | Position |
| ----------------------------- | -------- |
| Australia (ARIA)              | 20       |
| Alemania (Offizielle Top 100) | 42       |
| Nueva Zelanda (RMNZ)          | 13       |
| Reino Unido (OCC)             | 20       |

| Chart (2000)               | Position |
| -------------------------- | -------- |
| Canadá (Nielsen SoundScan) | 155      |
| Nueva Zelanda (RMNZ)       | 36       |